# Andrej Nikolišin
Andrej Vasiljevič Nikolišin (Андрей Васильевич Николишин;* 25. března 1973 ve Vorkutě, SSSR) je bývalý ruský hokejový útočník a trenér. Momentálně pracuje jako skaut pro organizaci Chicago Blackhawks.

## Kariéra

### Hráčská kariéra
Rodák z Vorkuty se stal odchovancem HK Dynamo Moskva, za které v seniorském týmu debutoval, nejprve v rezervním B týmu hrající třetí nejvyšší soutěž. Teprve v šestnácti letech odehrál za B tým Dynama 13 zápasů, v nichž dokonce vstřelil branku a na další tři přihrál. O rok později, v ročníku 1990/91 odehrál první zápasy za A tým v nejvyšší soutěži, tento ročník byl poslední pro soutěž Sovětské ligy. Převážnou část sezony 1990-92 strávil v rezervě Dynama. Pozornosti neunikl v zámořském draftu konané v roce 1992, ve kterém byl vybrán týmem Hartford Whalers ve 2. kole (celkově 47.). V Dynamu Moskva pokračoval až do roku 1994, s týmem se stal se čtyřmi sezony v ruské superlize dvakrát mistrem soutěže a jednou vicemistrem. V sezoně 1993/94 byl dokonce vyhlášen nejužitečnějším hráčem.
V průběhu sezony 1994/95 odešel z Dynama Moskva do zámoří, jeho hráčská práva vlastnila Hartford Whalers, za které nastoupil do prvních zápasů v NHL.
Premiérový zápas odehrál 21. leden 1995 proti Washingtonu Capitals. Prvních bodů se dočkal o pár dní později, v zápase proti Ottawa Senators asistoval u druhé branky Whalers. Zápas skončil výhrou 2:1, vítěznou branku vstřelil český útočník Robert Kron. Ročník 1994/95 zakončil s 18-nácti ze 39 odehraných zápasů. První branku v NHL vstřelil 7. března 1995 proti New York Islanders, Nikolišin srovnal skore na 1:1 v čase 15:14, kdy prostřelil brankáře Jamie McLennan, branku vstřelil bez asistence. Za Hartford Whalers ani jednou nepostoupil do playoff, v týmu vydržel do roku 1996. Po dvanácti odehraných zápasech v ročníku 1996/97 za Whalers, byl 9. listopadu 1996 vyměněn do Washington Capitals za kanadského obránce Curtise Leschyshyna. Nikolišin hned zapadl do základní sestavy Capitals a hrál pravidelně, stal se součástí kádru v boji o Stanley Cup v sezoně 1997/98, ve kterém Capitals prohráli až ve finále. Se 13 asistencemi byl nejlepší klubovým nahrávačem v playoff.
Čtyři zápasy odehrál v sezoně 1998/99 za Dynamo Moskva, poté nadále pokračoval za Washington Capitals. Nikolišin odehrál za Washington celkem šest sezon (1996/02), jeho nejdelší působení v jednom klubu NHL. 1. listopadu 2002 byl společně, se spoluhráčem Chrisem Simonem vyměněni do organizace Chicago Blackhawks za švedského útočníka Michael Nylander a výběr ve třetím kole draftu 2003 (touto volbou byl vybrán Steve Werner). Za Blackhawks již nenavázal na bodovou produktivitu z předchozích sezonách NHL. 21. června 2003 se vedení Blackhawks rozhodlo pro výměnu Nikolišina do klubu Colorado Avalanche bez výměny hráče, pouze za čtvrtou volbu ve vstupním draftě 2004 a (touto volbou byl vybrán Mitch Maunu). Ani za Avalanche se produktivně nedokázal prosazovat, ročník 2003/04 byl pro něho nejslabší co se týče kanadských bodů ale za pobyt na ledě +/- se držel v kladných číslech +3.
Během výluky v NHL 2004/05 se vrátil zpátky do vlasti, dohodl se na kontraktu s ruským klubem CSKA Moskva. Stávka trvala po celou dobu sezony. Po skončení výluky v NHL setrval v Rusku, pouze přestoupil do jiného klubu, za HC Lada Togliatti odehrál třináct zápasů. Ročník 2005/06 však dokončil v Avangard Omsk. Další klub, kterým se upsal byl SKA Petrohrad. 5. listopadu 2007 podepsal smlouvu s týmem Traktor Čeljabinsk, klub ho určil jako kapitána mužstva, To se organizaci vyplatilo, Nikolišin se vrátil k bodové produktivitě a za sezonu nastřádal 31 bodů ze 32 odehraných zápasech. V roce 2008 vstoupil Traktor Čeljabinsk do nové soutěže KHL, Nikolišin nadále pokračoval v klubu jako kapitán mužstva. Své výkony ještě vylepšil a stal se hlavním tahounem pro klub, nejlepší klubovým nahrávačem a nejproduktivnější hráč táhl mužstvo do playoff, nakonec vypadli hned v prvním kole, nestačili na tým Atlant Mytišči. Za výkony byl pozván do utkání hvězd. Za Traktor Čeljabinsk hrával do roku 2011. Kariéru ukončil v ukrajinském týmu Sokol Kyjev hrající domácí nejvyšší soutěž.

### Reprezentační kariéra
Nikolišin byl součástí reprezentačním výběrů sovětských mládežnických reprezentacích. V roce 1991 reprezentoval sovětský národní tým do 18 let, tehdy se turnaj jmenoval mistrovství Evropy juniorů v ledním hokeji. V turnaji odehrál pouhé tři zápasy, s bilancí tří branek a rovněž tří asistencemi, měl nejvyšší bodový průměr na zápas v týmu. Z turnaje si odnesli stříbrné medaile. O rok později se účastnil mistrovství světa juniorů v ledním hokeji, s jednou brankou a dvěma přihrávkami na gól, pomohl reprezentaci k zisku zlatých medailí.
Další reprezentační starty si připsal již v seniorských turnaji pouze za Ruskou reprezentaci. Během působení v Dynamu Moskva, reprezentoval národní tým ve dvou mistrovství světa (1993 a 1994) a olympijských her 1994. V mistrovství světa 1993 vstřelil pouze jedinou branku v turnaji, ta se ale stala jako vítězná branka ve finálovém utkání proti švédské reprezentaci. Zápas skončil 3:1 a Rusko bralo zlaté medaile. Poté, co zamířil pokračovat kariéru v zámořské NHL, zúčastnil se v roce 1996 turnaje o světový pohár, odehrál ještě třikrát mistrovství světa (1996, 1997 a 2000). Naposledy reprezentoval na olympijských hrách 2002, tam skončili na třetím místě.

### Trenér a skaut
Do klubu Traktor Čeljabinsk se vrátil v roce 2014 už jako hlavní trenér ne jako hráč. 23. října 2014 nahradil finského trenéra Karri Kiviho. S klubem v ročníku 2014/15 skončili v základní části na třetím místě v základní části Charlamovovy divize a postoupili do playoff. Hned v osmifinále však nestali na ruský celek HK Sibir Novosibirsk. V Traktoru Čeljabinsk vydržel do 23. listopadu 2015. Nové angažmá našel o pár dní později, 4. prosince 2015 vystřídal na postu hlavního trenéra týmu Amur Chabarovsk Sergeje Šepeleva. V Amuru působil jeden rok, s týmem se mu nepodařilo postoupit do playoff. Od roku 2016 působí jako skaut pro klub Chicago Blackhawks, za které v letech 2002-03 hrával. Na začátku ročníku 2018/19 se objevil na střídačce Dynama Moskva jako asistent trenéra.

## Rodina
Nikolišin je ukrajinského původu. Bratr jeho dědečka sloužil po revoluci v polské armádě a nakonec emigroval do Edmontonu, kde žije početná ukrajinská menšina.
Otec Vasyl se stal obětí stalinských represí, byl odsouzen k pětadvaceti letům nucených prací v gulagu a pracoval v uhelném dole ve Vorkutě. Rodiče mu o tom řekli, až když byl starší, neboť se obávali, aby na něm neulpělo stigma nepřítele lidu, které by ztížilo cesty do zahraničí. Otcovy ostatky byly přeneseny do Vivni ve Lvovské oblasti.

## Ocenění a úspěchy
- 1993 MS - Vítězná branka
- 1994 RSL - Nejužitečnější hráč
- 2000 MS - Nejpřesnější střelec
- 2009 KHL - Utkání hvězd

## Prvenství

### NHL
- Debut - 21. leden 1995 (Hartford Whalers proti Washington Capitals)
- První asistence - 1. února 1995 (Ottawa Senators proti Hartford Whalers)
- První gól - 7. března 1995 (New York Islanders proti Hartford Whalers, kanadskému brankáři Jamie McLennan)

### KHL
- Debut - 3. září 2008 (Traktor Čeljabinsk proti Severstal Čerepovec)
- První asistence - 4. září 2008 (Traktor Čeljabinsk proti Lokomotiv Jaroslavl)
- První gól - 13. září 2008 (Chimik Voskresensk proti Traktor Čeljabinsk, ruskému brankáři Alexej Jegorov)

## Klubová statistika
| Sezóna       | Klub                | Soutěž       |     | Základní část | Základní část | Základní část | Základní část | Základní část |   | Play off | Play off | Play off | Play off | Play off |
| Sezóna       | Klub                | Soutěž       | Z   | G             | A             | B             | TM            | Z             | G | A        | B        | TM       |          |          |
| 1990/1991    | HK Dynamo Moskva 2  | 2.SSSR       | 36  | 11            |               |               |               | —             | — | —        | —        | —        |          |          |
| 1990/1991    | HK Dynamo Moskva    | SSSR         | 2   | 0             | 0             | 0             | 0             | —             | — | —        | —        | —        |          |          |
| 1991/1992    | HK Dynamo Moskva    | RSL          | 6   | 1             | 0             | 1             | 2             | —             | — | —        | —        | —        |          |          |
| 1992/1993    | HK Dynamo Moskva    | RSL          | 42  | 5             | 7             | 12            | 30            | 10            | 2 | 1        | 3        | 8        |          |          |
| 1993/1994    | HK Dynamo Moskva    | RSL          | 41  | 8             | 12            | 20            | 30            | 9             | 1 | 3        | 4        | 4        |          |          |
| 1994/1995    | HK Dynamo Moskva    | RSL          | 12  | 7             | 2             | 9             | 6             | —             | — | —        | —        | —        |          |          |
| 1994/1995    | Hartford Whalers    | NHL          | 39  | 8             | 10            | 18            | 10            | —             | — | —        | —        | —        |          |          |
| 1995/1996    | Hartford Whalers    | NHL          | 61  | 14            | 37            | 51            | 34            | —             | — | —        | —        | —        |          |          |
| 1996/1997    | Hartford Whalers    | NHL          | 12  | 2             | 5             | 7             | 2             | —             | — | —        | —        | —        |          |          |
| 1996/1997    | Washington Capitals | NHL          | 59  | 7             | 14            | 21            | 30            | —             | — | —        | —        | —        |          |          |
| 1997/1998    | Portland Pirates    | AHL          | 2   | 0             | 0             | 0             | 2             | —             | — | —        | —        | —        |          |          |
| 1997/1998    | Washington Capitals | NHL          | 38  | 6             | 10            | 16            | 14            | 21            | 1 | 13       | 14       | 12       |          |          |
| 1998/1999    | HK Dynamo Moskva    | RSL          | 4   | 0             | 0             | 0             | 0             | —             | — | —        | —        | —        |          |          |
| 1998/1999    | Washington Capitals | NHL          | 73  | 8             | 27            | 35            | 28            | —             | — | —        | —        | —        |          |          |
| 1999/2000    | Washington Capitals | NHL          | 76  | 11            | 14            | 25            | 28            | 5             | 0 | 2        | 2        | 4        |          |          |
| 2000/2001    | Washington Capitals | NHL          | 81  | 13            | 25            | 38            | 34            | 6             | 0 | 0        | 0        | 2        |          |          |
| 2001/2002    | Washington Capitals | NHL          | 80  | 13            | 23            | 36            | 40            | —             | — | —        | —        | —        |          |          |
| 2002/2003    | Chicago Blackhawks  | NHL          | 60  | 6             | 15            | 21            | 26            | —             | — | —        | —        | —        |          |          |
| 2003/2004    | Colorado Avalanche  | NHL          | 49  | 5             | 7             | 12            | 24            | 11            | 0 | 2        | 2        | 4        |          |          |
| 2004/2005    | CSKA Moskva         | RSL          | 55  | 7             | 19            | 26            | 62            | —             | — | —        | —        | —        |          |          |
| 2005/2006    | HC Lada Togliatti   | RSL          | 14  | 2             | 0             | 2             | 36            | —             | — | —        | —        | —        |          |          |
| 2005/2006    | Avangard Omsk       | RSL          | 19  | 3             | 4             | 7             | 8             | 13            | 1 | 1        | 2        | 32       |          |          |
| 2006/2007    | SKA Petrohrad       | RSL          | 19  | 2             | 2             | 4             | 26            | 3             | 0 | 0        | 0        | 10       |          |          |
| 2007/2008    | Traktor Čeljabinsk  | RSL          | 32  | 11            | 21            | 32            | 30            | 3             | 0 | 0        | 0        | 4        |          |          |
| 2008/2009    | Traktor Čeljabinsk  | KHL          | 48  | 10            | 29            | 39            | 108           | 3             | 1 | 0        | 1        | 2        |          |          |
| 2009/2010    | Traktor Čeljabinsk  | KHL          | 46  | 7             | 14            | 21            | 77            | 2             | 0 | 0        | 0        | 2        |          |          |
| 2010/2011    | Traktor Čeljabinsk  | KHL          | 30  | 5             | 8             | 13            | 22            | —             | — | —        | —        | —        |          |          |
| 2011/2012    | Sokol Kyjev         | PHL          | 36  | 16            | 45            | 61            | 32            | —             | — | —        | —        | —        |          |          |
| Celkem v NHL | Celkem v NHL        | Celkem v NHL | 628 | 93            | 187           | 280           | 270           | 43            | 1 | 17       | 18       | 22       |          |          |

## Reprezentace
| Rok          | Tým          | Soutěž       | Z  | G | A | B  | TM |
| ------------ | ------------ | ------------ | -- | - | - | -- | -- |
| 1991         | SSSR 18      | ME-18        | 5  | 3 | 3 | 6  | 4  |
| 1992         | SNS 20       | MSJ          | 7  | 1 | 2 | 3  | 2  |
| 1993         | Rusko        | MS           | 8  | 1 | 3 | 4  | 8  |
| 1994         | Rusko        | OH           | 12 | 7 | 2 | 9  | 6  |
| 1994         | Rusko        | MS           | 6  | 0 | 0 | 0  | 0  |
| 1996         | Rusko        | MS           | 8  | 2 | 3 | 5  | 10 |
| 1996         | Rusko        | SP           | 4  | 1 | 3 | 4  | 4  |
| 1997         | Rusko        | MS           | 5  | 0 | 1 | 1  | 6  |
| 2000         | Rusko        | MS           | 4  | 0 | 0 | 0  | 0  |
| 2002         | Rusko        | OH           | 6  | 0 | 1 | 1  | 6  |
| 2008         | Rusko        | EHT          | 3  | 0 | 2 | 2  | 4  |
| Celkem na OH | Celkem na OH | Celkem na OH | 18 | 7 | 3 | 10 | 12 |
| Celkem na MS | Celkem na MS | Celkem na MS | 31 | 3 | 7 | 10 | 24 |